# 우라이유르
우라이유르(Uraiyur)는 인도의 타밀나두주의 도시 티루치라팔리의 주요 구역 중 일부 특정 구역이다.
참고로 이 구역은 아쇼카(अशोकः) 마우리아 제국 제3대 황제 시절에 중흥된 도시이기도 하였고 훗날에는 촐라 왕조의 옛 수도이기도 하였으며 비자얄라야(விசயாலய) 촐라 제국 초대 황제의 출생지이기도 하다.
1857년 인도가 영국의 식민지가 된지도 20년 지난 이후 1877년 영국령 인도 제국이 성립되면서부터 1947년 인도가 영국으로부터 독립할때까지 이 도시는 유럽 국가에서도 제법 꽤 유명해지면서 우레이여(Woraiyur)라는 영어 이름으로도 점차 불렸었다.